# Ruta Estatal de Nevada 140
La Ruta Estatal de Nevada 140, y abreviada SR 140 (en inglés: Nevada State Route 140) es una carretera estatal estadounidense ubicada en el estado de Nevada. La carretera inicia en el Sureste desde la US 95     en Wibbemucca hacia el Noroeste en la OR 140  en la línea fronteriza con Oregón. La carretera tiene una longitud de 177,2 km (110.113 mi).

## Mantenimiento
Al igual que las autopistas interestatales, y las rutas federales y el resto de carreteras estatales, la Ruta Estatal de Nevada 140 es administrada y mantenida por el Departamento de Transporte de Nevada por sus siglas en inglés Nevada DOT.